# Antônio Emanuel Nsaku Ne Vunda
Emanuel Ne Vunda (Nome encurtado de Antônio Emanuel Nsaku Ne Vunda) foi um nobre, político e diplomata congolês, sendo considerado o primeiro diplomata africano na Europa.  Foi em embaixador do Congo na Espanha, no Brasil e no Vaticano (Na época Estados Papais). 

## Biografia
O local e a data de seu nascimento são desconhecidos, mas se sabe que ele era um nobre do Congo com o título de Príncipe de Nfuta. 
Ele trabalhou como diplomata e representante do Reino do Congo no exterior, viajando pela Espanha, Portugal e Brasil, mas seu mais notável trabalho foi em Roma.  Na ocasião ele foi enviado pelo rei Dom Álvaro II para conversar com o papa Paulo IV e conseguir uma maior autonomia da Igreja Católica no Congo. Já que no reino não era permitido que congoleses se tornassem padres ou bispos, apenas brancos portugueses podiam realizar tais funções nas terras africanas do Congo (Atual Angola). 
Sua viagem foi bastante conturbada, pois o navio que o levaria de São Salvador (Capital do Congo) até Roma foi atacado por piratas, fazendo com que o príncipe tivesse de fugir por uma embarcação menor dias depois. Ele desembarcou na Espanha e três anos depois chegou em Roma através de Gênova. Durante os anos de viagem o príncipe contraiu uma doença que o fez ficar de cama por muito tempo. O papa Paulo IV foi até o leito do embaixador, que mesmo doente realizou a audiência com o líder da Igreja Católica. Apesar de seus pontos despertarem o interesse do pontífice, o plano de independência da Igreja no Congo não foi para frente devido á sua morte poucas horas depois. 
Devido á sua fama e popularidade entre os padres e o próprio papa, o príncipe foi alcunhado de Negrita (Algo como Negrinho) mas de forma não vulgarizada. Hoje ele é considerado o pai da diplomacia angolana e precursor das relações ítalo-angolanas. Foi sepultado por ordens do papa na Basílica de Santa Maria Maior, em Roma numa pomposa cerimônia funerária cristã.  Além de ter sido feito um quadro no Palácio Quirinale, em Roma e terem sido feito um busto pelo escultor Stefano Moderno. 
Emanuel Ne Vunda, além de ter sido o primeiro africano a representar seu país em Roma, foi o segundo embaixador não-europeu na Santa Sé. O primeiro foi o japonês Hasekura Tsenenaga, que representou o Japão em Roma em 1582. 